# گوره زار
گوره زار یا کوره زار روستایی در دهستان اناج بخش قره چای شهرستان خنداب استان مرکزی ایران است.
مردم این روستا به زبان لری سخن می گویند.

## جمعیت
بر پایه سرشماری عمومی نفوس و مسکن در سال ۱۳۹۵ جمعیت این روستا ۵۵۵ نفر (۱۷۰خانوار) بوده‌است.